# El Alfa
Emanuel Herrera Batista (Bajos de Haina, Provincia de San Cristóbal, 18 de diciembre de 1990)conocido artísticamente como el Alfa, es un cantante dominicano. Su música principalmente es dembow dominicano, aunque también hace y utiliza otros ritmos urbanos latinos.

## Carrera musical

### 2008-2016: inicios y colaboraciones
Emmanuel Herrera Batista comenzó en 2008 como parte de un dúo musical llamado El Alfa & Eddy Wilson con las canciones El fogón en 2008 y Conmigo no en 2009, pero dicho dúo terminó disolviéndose y ambos optaron por una carrera como solistas, por lo que El Alfa debutó con la canción Coche bomba en 2009, con el que logró posicionarse dentro de su país natal.
Durante los siguientes años lanzó canciones como Coco Mordan en 2010, No Wiri, Wiri en 2011, Con to' lo' cacabele en 2012 y Fuin, fuan en 2013, y comenzó a lanzar diversas colaboraciones como Cumpleaños (Remix) de Jowell & Randy en 2014, Pal de velitas (Remix) producido por Chael Produciendo con Farruko, Arcángel y J Álvarez en 2015, Nadie como tú con Nicky Jam en 2016, entre otros.

### 2017-presente
Lanzó su primer EP en 2017 titulado Disciplina, el cual alcanzó #45 en el Top Latin Albums de Billboard y en 2018, lanzó su primer álbum de estudio El hombre, el cual alcanzó la posición #7 de la categoría Top Latin Albums. En 2019 publicó el álbum Dembo$$, en el cual participan Myke Towers, Yandel y Diplo, entre otros. 
En mayo de 2020 lanzó el tema Pam con Justin Quiles y Daddy Yankee, y su segundo álbum de estudio titulado El Androide, el cual alcanzó la posición #10 en el Top Latin Albums. El tercer tema del álbum, Singapur, es una de sus canciones más exitosas y alcanzó el puesto #38 del ranking Billboard Argentina Hot 100. Otro tema también muy sonado, 4K, coproducido con los raperos puertorriqueños Darell y Noriel, se publicó en agosto de ese año y alcanzó el puesto #13 en el ranking Billboard. En noviembre de 2020 se lanzó la bachata Bebé de Camilo, que cuenta con la participación de El Alfa y alcanzó el cuarto puesto. Junto con Becky G lanzó Fulanito en 2021. En ese mismo año también publicó varios sencillos en colaboración con numerosos artistas: Pikete, con Nicky Jam; Jarabito; Acuétate; Las Terrenas; Arrebatao y La Mamá de la Mamá, entre otros.
El 7 de abril de 2022 publicó su último álbum Sabiduría, en la cual ha contado con la ayuda de distintos productores como el dominicano Chael Produciendo, y colaboraciones con Lil Pump, French Montana y más artistas. El sexto tema, Gogo Dance se convirtió en un baile «viral» en la red social TikTok.
El 15 de junio de 2023, el artista ganó el premio 'Top Artista Dembow' en los Premios Tu Música Urbano 2023.En ese mismo estrenó el álbum de estudio titulado El Rey del Dembow, con colaboraciones con Asap Ferg, Bryant Myers, Junior H, Rick Ross, Tito Double P, De la Ghetto, Dowba Montana, Noriel, Pop Smoke, Peso Pluma, Wisin, Yandel, Lil Jon, YOVNGCHIMI.

## Vida personal
Nació en el kilómetro 12 de Haina, un sector de Santo Domingo Oeste. Actualmente vive en Miami con su familia. En 2021 se casó con Alba Rosa, su pareja por diecisiete años y madre de sus dos hijos.

## Discografía
Álbumes de estudio
- 2018: El hombre
- 2020: El androide
- 2022: La sabiduría
- 2022: Sagitario
- 2023: El Rey del Dembow

EP
- 2017: Disciplina

Colaboraciones
- La Romana (con Bad Bunny)
- Besalo (con Rauw Alejandro)
- Replica (con CJ)
- Scarface (con Farruko)
- no mañana (con Black Eyed Peas)
- Trap Pea (con Tyga)
- Moli (con  Papa Jeison)
- Paleta Pa' To' El Mundo (con Wisin, YOVNGCHIIM)
- QUE LA LAMBAN (con Bryant Myers, Noriel)
- Martillando (con Noriel)
- You The Vibe (con ASAP Ferg)
- El Safari y los Teteos (con De la Ghetto, Dowba Montana)
- Plebada (con Peso Pluma)
- Aquí 'Ta Smoke (con Junior H, Pop Smoke)
- Comun Burro (con Rick Ross)
- Traka (con Tito Double P)
- La Gringa (con Yandel, Lil Jon, Polimá Westcoast,  El Cherry Scom)
- Toretto (con Fuerza Regida, Donaty)
- Tacata Remix (con Fuerza Regida, Tiagz)
- Bad Boys: El Alfa, Becky G, Black Eyed Peas[20]
- DORA (Fariana, El Alfa)

## Premios y nominaciones
| Año  | Premio             | Categoría                        | Obra nominada                             | Resultado | Referencia |
| ---- | ------------------ | -------------------------------- | ----------------------------------------- | --------- | ---------- |
| 2025 | Premios Lo Nuestro | Colaboración "crossover" del año | «Tonight» (con Black Eyed Peas y Becky G) | Nominados | [ 21 ]     |